# 13286 Adamchauvin
13286 Adamchauvin è un asteroide della fascia principale. Scoperto nel 1998, presenta un'orbita caratterizzata da un semiasse maggiore pari a 2,3608982 UA e da un'eccentricità di 0,0721937, inclinata di 6,26578° rispetto all'eclittica.